# Rebellion (2024)
Rebellion (2024) foi um evento pay-per-view (PPV) de luta livre profissional produzido pela Total Nonstop Action Wrestling (TNA). Aconteceu no dia 20 de abril de 2024, no Palms Casino Resort em Paradise, Nevada. Foi o sexto evento da cronologia da Rebellion.
Onze lutas foram disputadas no evento, incluindo três no pré-show Countdown to Rebellion. No evento principal, Moose derrotou Nic Nemeth para manter o Campeonato Mundial da TNA. Em outras lutas de destaque, Jordynne Grace derrotou Steph De Lander para manter o Campeonato Mundial das Knockouts da TNA, Josh Alexander venceu Hammerstone em uma luta Last Man Standing, Frankie Kazarian derrotou Eric Young em uma luta Full Metal Mayhem, e Mustafa Ali venceu Jake Something na luta de abertura para manter o Campeonato da X Division da TNA. O evento também contou com os retornos à TNA de Mike Santana, Sami Callihan e Matt Hardy.

## Produção

### Introdução
Rebellion é um evento de luta profissional produzido pela Total Nonstop Action Wrestling. É realizado anualmente durante o mês de abril, e o evento foi realizado pela primeira vez em 2019. Em 8 de fevereiro de 2024, a TNA anunciou que Rebellion aconteceria em 20 de abril de 2024, no Palms Casino Resort em Paradise, Nevada.

### Rivalidades
O evento contou com várias lutas de wrestling profissional, que envolveram diferentes lutadores de rivalidades, enredos e enredos preexistentes. Os lutadores retrataram heróis, vilões ou personagens menos distinguíveis em eventos roteirizados que criaram tensão e culminaram em uma luta ou série de lutas. As histórias foram produzidas nos programas semanais da empresa, Impact! e Xplosion.
No Hard To Kill, Moose derrotou Alex Shelley para ganhar o Campeonato Mundial da TNA. No entanto, como ele e seus companheiros do The System (Brian Myers, Eddie Edwards, Alisha Edwards e DeAngelo Williams) estavam prontos para comemorar, eles foram interrompidos pelo estreante Nic Nemeth (ex-Dolph Ziggler na WWE), que imediatamente atacou Moose. No episódio subsequente do TNA Impact!, Nemeth deixou claras suas intenções de se tornar o próximo Campeão Mundial da TNA. Dois meses depois, no episódio de 14 de março, depois que Nemeth e Speedball Mountain (Mike Bailey e Trent Seven) derrotaram Steve Maclin e The Rascalz (Trey Miguel e Zachary Wentz), The System atacou e derrotou os três primeiros. Imediatamente após isso, a TNA anunciou que Nemeth desafiaria Moose pelo Campeonato Mundial da TNA no Rebellion, com Speedball Mountain também desafiando Myers e Edwards pelo TNA World Tag Team Championship.

## Resultados
| Nº                                          | Resultados | Estipulações                                                  | Tempo |
| ------------------------------------------- | --- | ------------------------------------------------------------- | ----- |
| Pré- show                                   | ABC (Ace Austin e Chris Bey) e Leon Slater derrotaram The Rascalz (Trey Miguel, Zachary Wentz, e Myron Reed)              | Luta de trios                                                 | 9:05  |
| Pré- show                                   | Laredo Kid derrotou Crazzy Steve (c)                                                                                      | Luta individual pelo Campeonato de Mídia Digital da TNA       | 8:40  |
| Pré- show                                   | Spitfire (Dani Luna e Jody Threat) (c) (com Lars Frederiksen) derrotou Decay (Havok e Rosemary)                           | Luta de duplas pelo Campeonato de Duplas das Knockouts da TNA | 10:30 |
| 4                                           | Mustafa Ali (c) derrotou Jake Something                                                                                   | Luta individual pelo Campeonato da X Division da TNA          | 11:30 |
| 5                                           | Rich Swann (com A. J. Francis) derrotou Joe Hendry                                                                        | Luta individual                                               | 7:30  |
| 6                                           | Frankie Kazarian derrotou Eric Young                                                                                      | Luta Full Metal Mayhem                                        | 15:20 |
| 7                                           | Mike Santana derrotou Steve Maclin                                                                                        | Luta individual                                               | 8:10  |
| 8                                           | The System (Brian Myers e Eddie Edwards) (c) (com Alisha Edwards) derrotou Speedball Mountain (Mike Bailey e Trent Seven) | Luta individual pelo Campeonato de Duplas da TNA              | 12:50 |
| 9                                           | Josh Alexander derrotou Hammerstone                                                                                       | Luta Last Man Standing                                        | 19:50 |
| 10                                          | Jordynne Grace (c) derrotou Steph De Lander (com The Good Hands (Jason Hotch e John Skyler)                               | Luta individual pelo Campeonato Mundial das Knockouts da TNA  | 12:15 |
| 11                                          | Moose (c) derrotou Nic Nemeth                                                                                             | Luta individual pelo Campeonato Mundial da TNA                | 17:10 |
| (c) – Refere-se aos campeões antes da luta. | |                                                               |       |